# 葉劍波
葉劍波（英文：Michael Yip）（1959年—）是香港上市公司海域集團及海域化工（現已改名為香港資源控股）的創辦人，香港東華三院前總理傅明憲的前夫，影星傅奇和石慧的前女婿。

## 經歷
葉劍波白手興家，1959年生於廣東東莞，成長於文化大革命的火紅年代，17歲失學，進入國有企業工廠燒鍋爐，當初級體力勞動工人。1980年代移居香港，居於上海街當皮草工人，及後當毛皮生料的買手，個體戶親身北上中國大陸河北、山東一帶進村收購貂皮，運輸到香港加工，再轉賣給海外廠商。1991年，葉劍波創立海域集團。1997年，海域集團在香港的交易所上市。他在1998年曾計劃收購瀕臨破產的時富投資集團有限公司（港交所：1049），但最後沒有成事。2003年，海域集團分拆其子公司海域化工在香港上市。
葉劍波後來獲委任為香港中文大學逸夫書院校董及出任廣東省政協委員。
2006年中，大衛·韋伯在《信報》指出海域的財務報告有多項疑點；7月海域被揭發其賬目有問題，數以億元計的資金失蹤，海域系兩間上市公司亦在交易所停牌。海域其後稱其手上現金不足以應付短期債務，主動委任臨時清盤人。另外葉劍波私人擁有的僑立證券也在不久後結業。

## 近況
葉劍波在事發後一直身處中國內地。2007年9月18日，他被中國公安帶到邊境，在回港時於落馬洲被香港警方拘捕，隨即被控多項罪名。
海域化工在2008年9月24日舉行股東大會，葉劍波在會上被罷免執行董事職務。
2009年3月19日，葉劍波被控的9項串謀造假帳等控罪在香港高等法院審結，陪審團以7比1裁定他及另一被告全部罪名不成立。由於葉劍波另涉及其它案件，仍需還押監房候審。2010年10月8日，葉劍波在區域法院被判入獄7年。
葉劍波與其妻傅明憲在1999年結婚，於2008年正式離婚。